# 勒多拉
勒多拉（法語：Le Dorat，法語發音：[lə dɔʁa]），法国中西部市镇，位于新阿基坦大区上维埃纳省，隶属于贝拉克区，其市镇面积为23.77平方公里，2022年1月1日时人口数量为1,526人，在法国城市中排名第6,462位。
勒多拉位于上维埃纳省北部，是一个区域性的中心城市，多条公路在此交汇。

## 地名来源

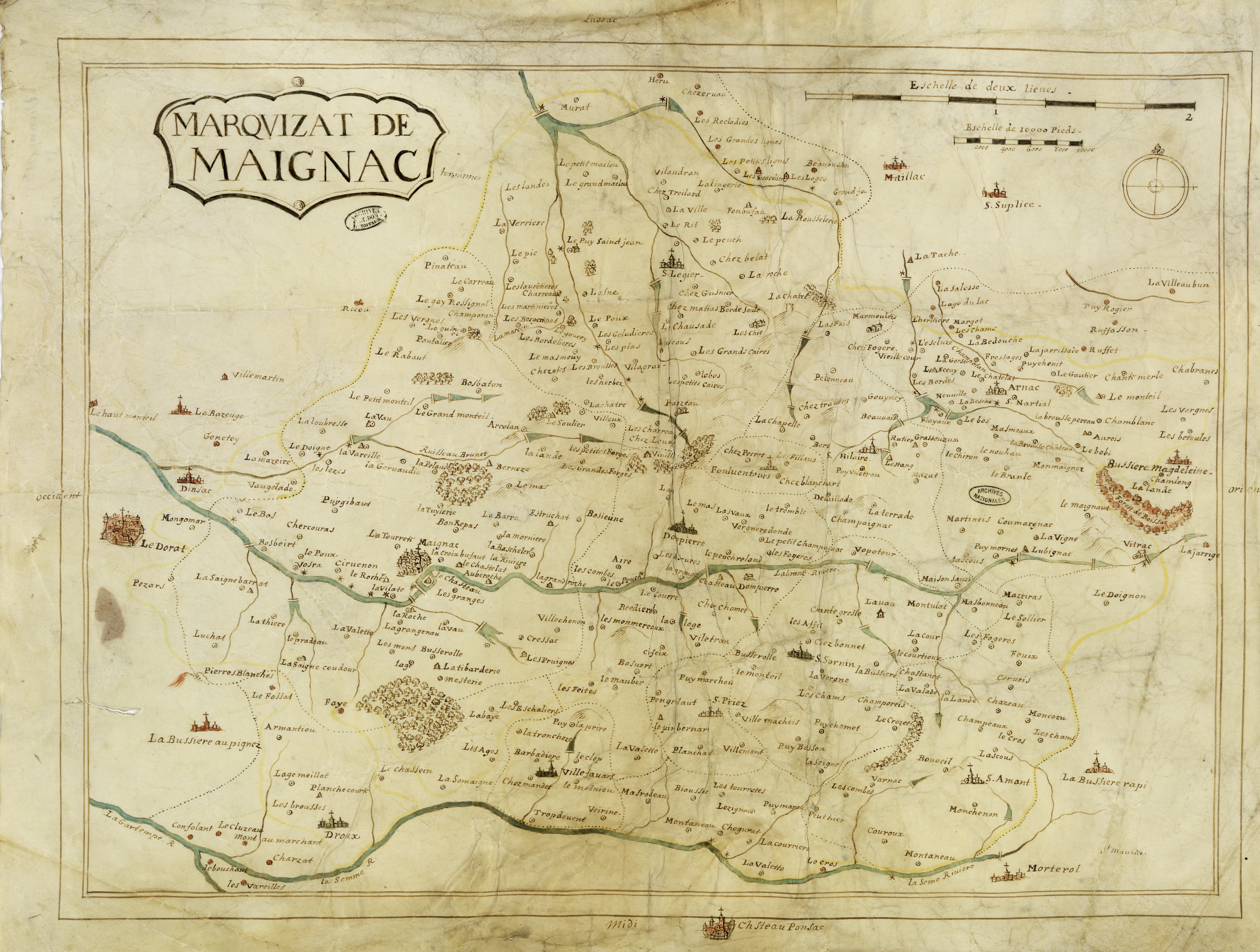
勒多拉地区历史地图

“勒多拉”一名最初以“Scotorum”的形式被记载，其名称可能来源于某位人物。
在马尔什方言中，“勒多拉”被写作“Le Daurat”。

## 历史
勒多拉建城于中世纪中期，彼时，马尔什主教在此创建勒多拉教会，并修建了一处圣伯多禄祷告室。1329年，勒多拉成为下马尔什的首府。英法百年战争期间。黑太子爱德华曾于1356年8月占领勒多拉，后于1370年被查理五世驱赶。16世纪后，随着交通和商业的发展，勒多拉成为一个区域性的商业中心，多条道路在此交汇。法国大革命后，勒多拉成为上维埃纳省的一个市镇，并在1790至1795年间为该省的一个地区行署。1824年，武隆（Voulons）整体并入勒多拉市镇范围。工业革命期间，勒多拉一度成为一个铁路枢纽。

## 地理

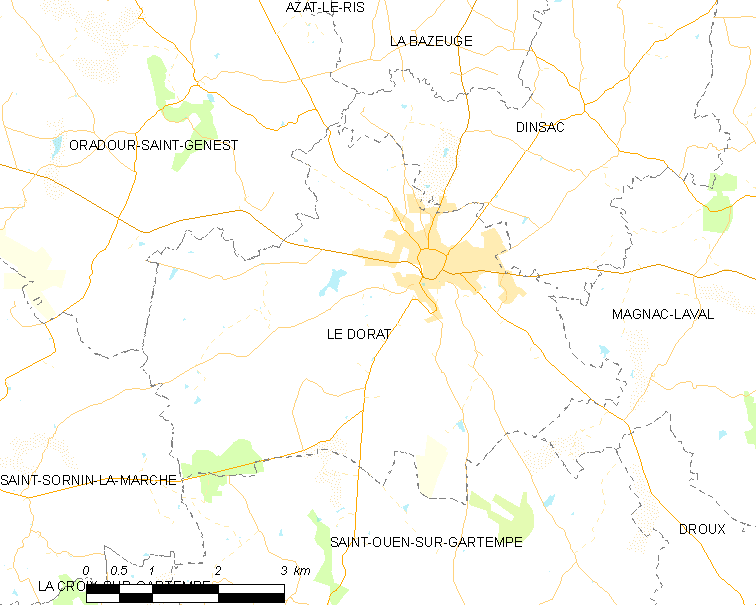
勒多拉市镇范围地图

勒多拉位于法国中西部，新阿基坦大区东北部和上维埃纳省北部，距离省会利摩日大约51公里。与勒多拉接壤的市镇包括：丹萨克、马尼亚克拉瓦勒、奥拉杜尔圣热内、加尔唐普河畔圣旺、圣索尔南拉马尔什。

### 地形
勒多拉位于法国中央高原的西北部边缘地带，境内以丘陵为主，全境海拔在177到271米之间。

### 水文
一条名为“拉日溪”（ruisseau de Lage）自东南向西北流经境内，该河属于卢瓦尔河水系。

### 植被
勒多拉属于温带阔叶混交林区，林地零散分布于市镇范围内的多个区域。
在鲜花城市的评比中，勒多拉暂未被评级。

### 气候
勒多拉在柯本气候分类法中属于温带海洋性气候。

## 行政区划
勒多拉是法国新阿基坦大区上维埃纳省的一个市镇，编号为87059。勒多拉隶属于贝拉克区、上维埃纳省第三选区和沙托蓬萨克县，同时也是马尔什地区上利穆赞市镇公共社区的组成部分。
法国国家统计与经济研究所（简称）在进行数据统计时，未将勒多拉划入任何城市核心区（Unité urbaine）、城市区（Aire urbaine）以及城市辐射区（Aire d'attraction）内，并将勒多拉市镇整体看作一个“块区”（IRIS）。

## 交通

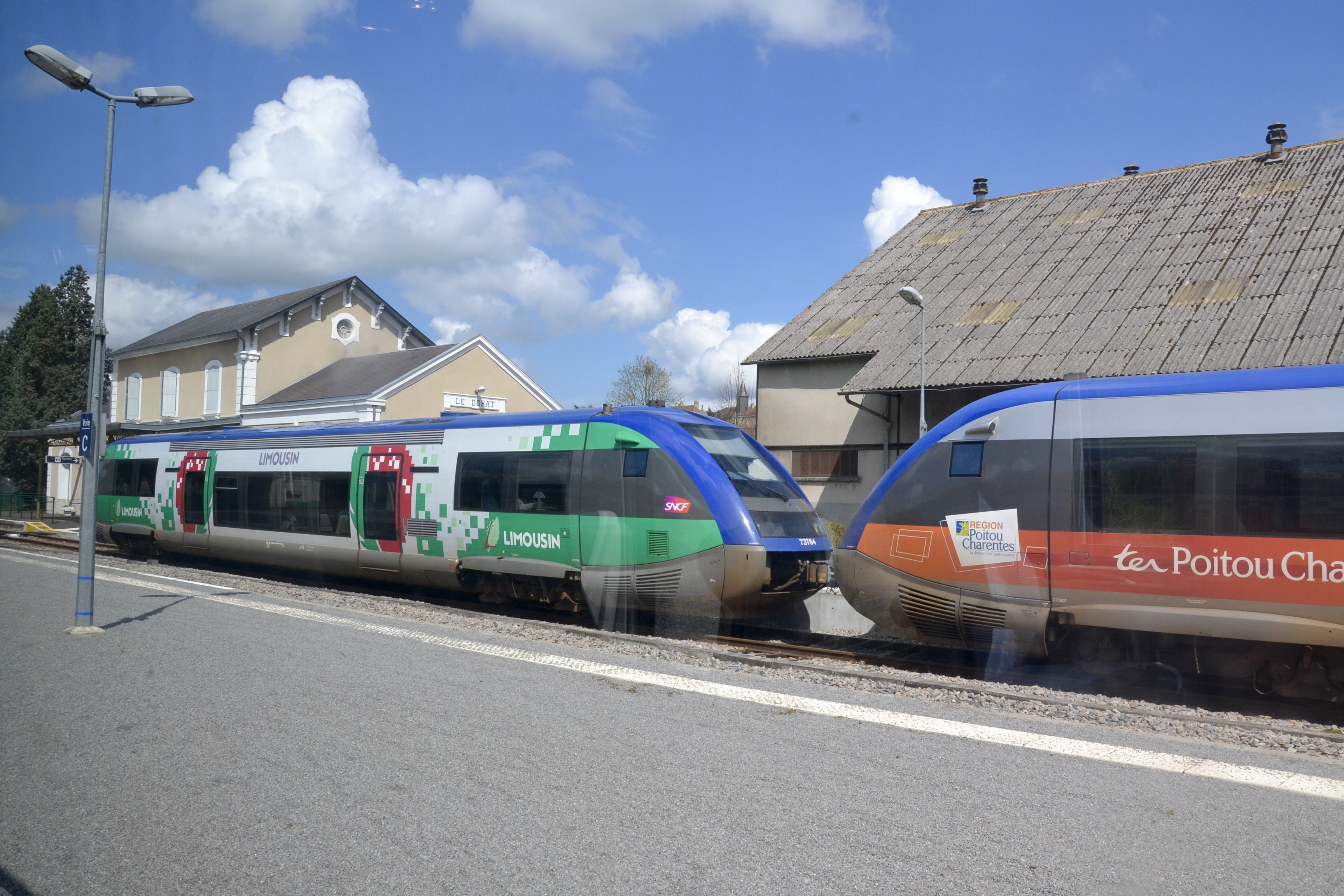
勒多拉火车站的站台

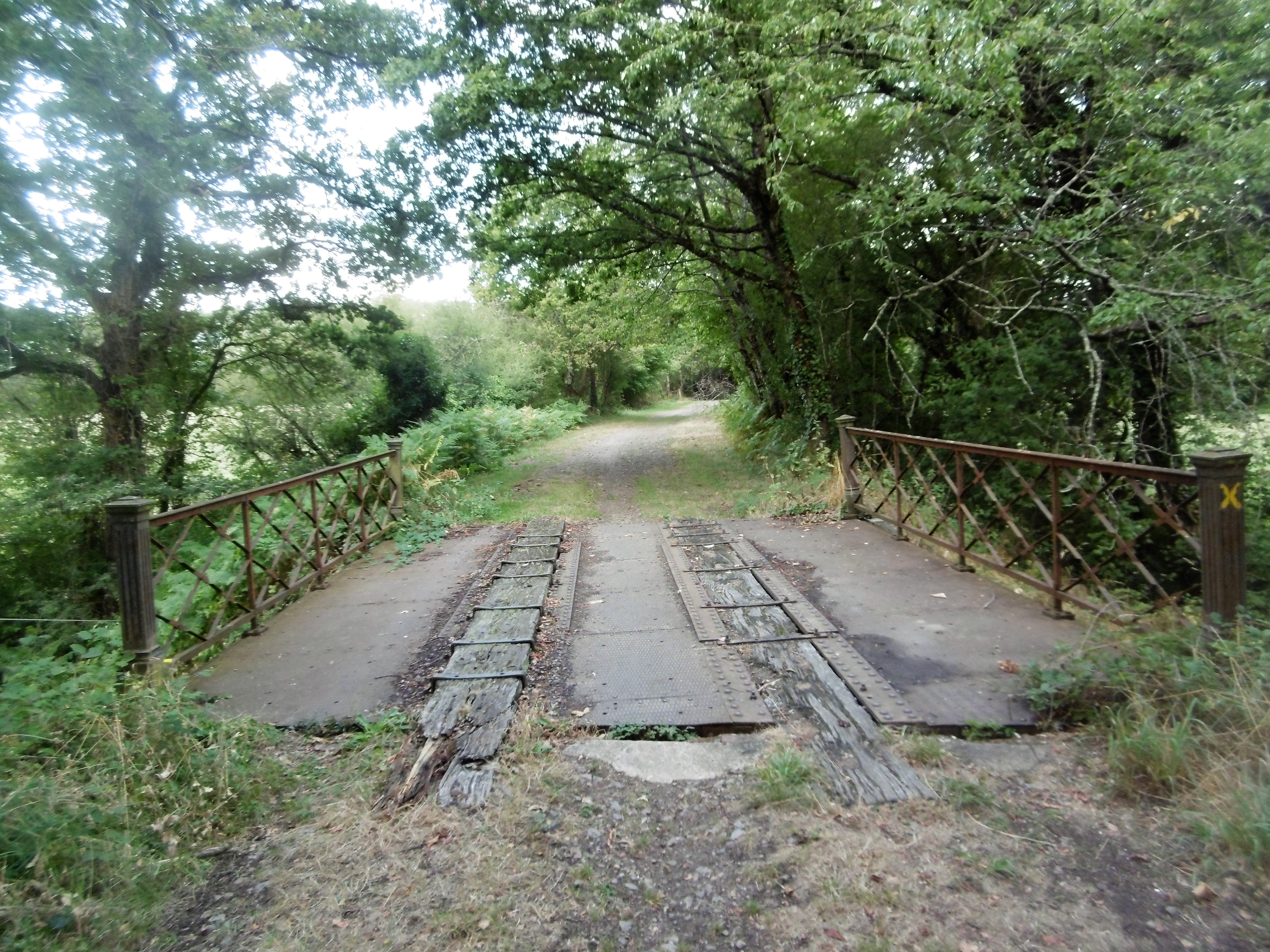
勒多拉附近一处废弃的铁路

### 公路
上维埃纳省省道D4B线、D25线、D675线和D942线在勒多拉境内交汇，新阿基坦大区下属的城际客运提供巴士线路，可前往省会利摩日。
2017年，59.9%的勒多拉家庭拥有至少一辆私人汽车。2019年，勒多拉境内共发生各类交通事故2起，造成2人受伤。

### 铁路
勒多拉位于勒多拉－利摩日铁路、米尼亚卢-努阿耶－贝尔萨克铁路和勒多拉－马尼亚克拉瓦勒铁路的交汇处，历史上曾为一个区域性的铁路枢纽。勒多拉站位于市区南部，停靠往返于普瓦捷和利摩日一线的区域列车。

### 航空
距离勒多拉最近的民用航空站为利摩日机场，距离勒多拉市中心的公路里程约46公里。

### 城市公共交通
截至2021年7月，勒多拉暂无城市公共交通系统。

## 政治
勒多拉的现任市长为布吕诺·希拉先生（Bruno Schira），他是一名右翼无党派人士，在2020年的市政选举中获得了45.45%的支持率。
在2017年的法国总统大选中，法国第25任总统埃马纽埃尔·马克龙在勒多拉获得了63.46%的支持率。

## 人口
2018年，勒多拉市镇人口数量为1,638，在法国排名第6,462位。其中男性742人，女性941人，75岁及以上人口占21.6%，外籍人口数量为324人，人口密度为69人/平方公里，当地居民被称为（男性）或（女性）。2019年，勒多拉境内出生6人，死亡人口48人。
| 年份   | 1936  | 1946  | 1954  | 1962  | 1968  | 1975  | 1982  | 1990  | 1999  | 2005  | 2010  | 2015  | 2018  |
| ------ | ----- | ----- | ----- | ----- | ----- | ----- | ----- | ----- | ----- | ----- | ----- | ----- | ----- |
| 人口數 | 2,480 | 2,442 | 2,618 | 2,499 | 2,497 | 2,425 | 2,338 | 2,203 | 1,963 | 1,899 | 1,757 | 1,703 | 1,638 |

## 经济
截止2021年7月，勒多拉共有各类用人单位320家，平均历史为18年，均为中小型企业（PME）。（内衣生产）、（服装销售）及（内衣生产）是当地2019年营业额最高的三个企业，分别为7,803,123欧元、4,326,437欧元和810,937欧元。

## 财政收入
2019年，勒多拉的财政收入总额为1,673,140欧元，财政支出总额为1,599,430欧元，当年的债务总额为609,760欧元。2020年，勒多拉共获得405,035欧元的国家财政补助，与上一年基本持平。
2019年，勒多拉的家庭平均月收入总额为1,635欧元，低于法国平均水平（2,318欧元）。
2017年，勒多拉境内的青壮年（15至64岁）失业率为10.7%，当地41.7%的家庭拥有纳税资格，平均纳税1,789欧元，低于法国平均水平（3,888欧元）。

## 社会事务

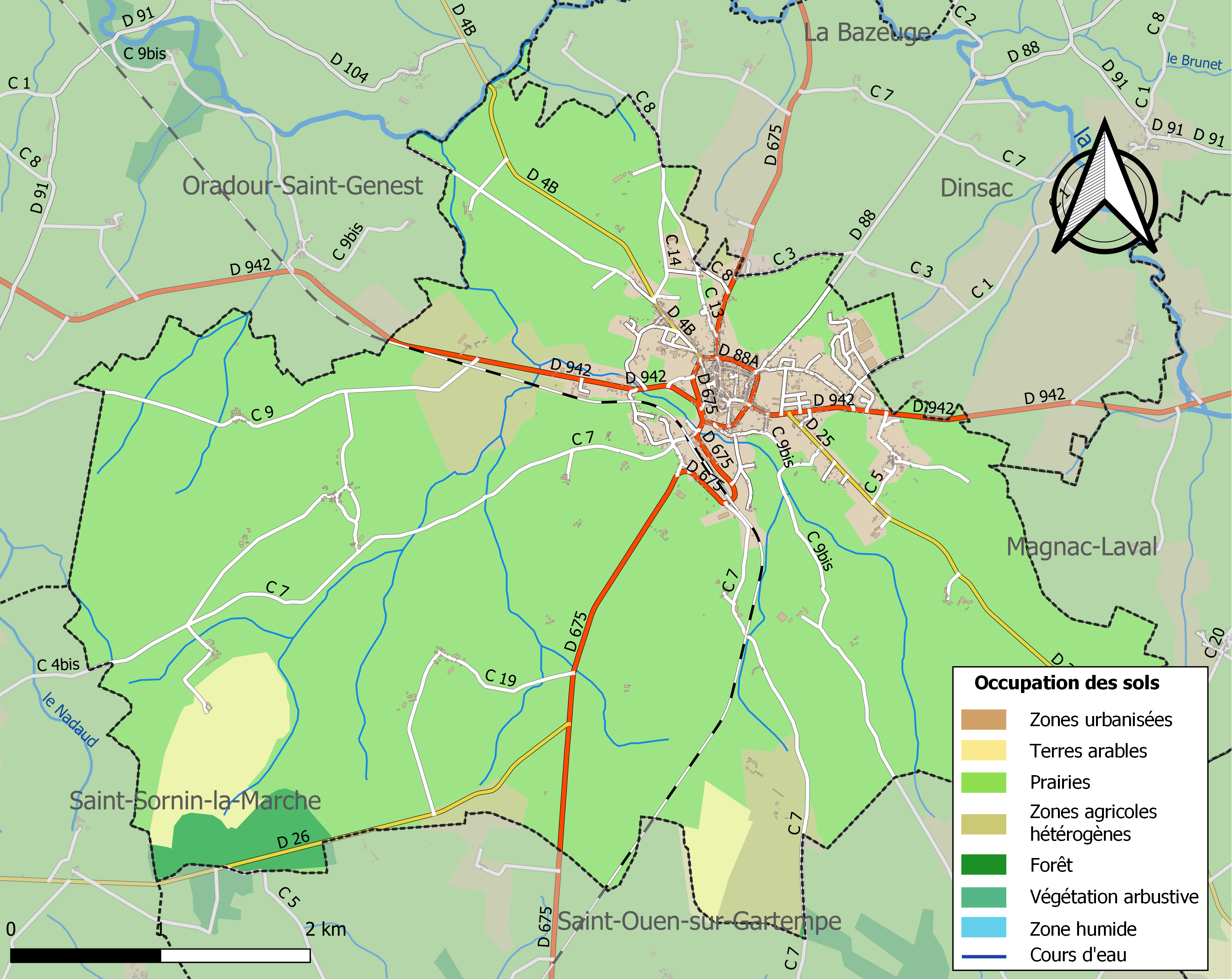
勒多拉土地利用情况地图

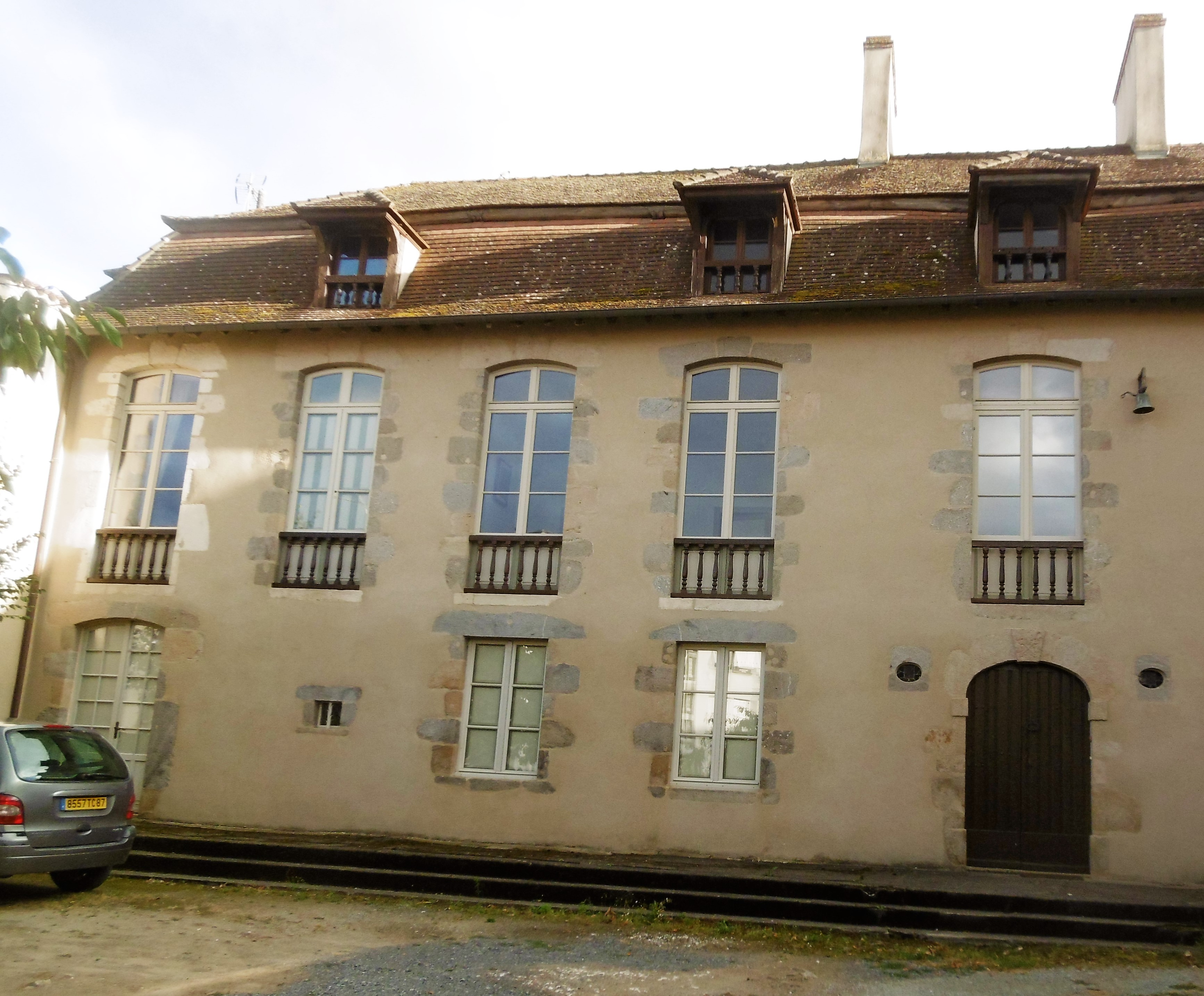
勒多拉传统民居

### 教育
勒多拉属于利摩日学区。截止2019年1月1日，勒多拉境内共有1所幼儿园、1所小学、1所初级中学和1所职业高中。2018至2019学年度，勒多拉境内共有在校中等教育阶段学生206名。

### 医疗
截止2019年1月1日，勒多拉境内共有全科医生4名、保健师1名、牙医1名、护士8名和助产士1名。境内共有药房2家、养老院1家、残疾人帮扶中心0家。
勒多拉是“上利穆赞市际中心医院”（Centre Hospitalier Hôpital Intercommunal du Haut-Limousin）的服务范围，后者是法国的一个区域性医疗机构，其主病区位于贝拉克，距离勒多拉市区约9公里，设有床位806个，是当地规模最大的公立综合性医院。

### 住房
2017年，勒多拉境内共有各类住房1,111套，其中73.7%为独立式居民区，7.9%为集中式居民区。常住房屋占勒多拉市镇范围内居民建筑总量的79.7%。
在住房保障政策方面，2017年，勒多拉境内共有161户家庭获得了住房经济补助，受益人数占总人口数量的9.6%，其中189份为房租补助。

### 商业
2019年，勒多拉境内共有各类实体商铺55家，其中餐厅10家、大型超市1家、杂货店1家、面包房2家、肉铺2家、书店1家、银行门店1家、美容美发店3家、汽车维修店6家。市区北部建有一家Intermarché超市。

### 体育
2019年，勒多拉境内共有1间体育馆、3处网球场和1处足球或橄榄球场。
截至2021年7月，勒多拉体育联盟（Union Sportive Le Dorat）是当地唯一的注册足球队，2021至2022赛季参加新阿基坦大区足球联赛。

### 环境
勒多拉的环境事务由其所属的公共社区负责。2019年，勒多拉境内暂无污染企业。

### 治安
2014年，勒多拉及附近地区共发生各类案件936起，其中盗窃类案件567起，经济类案件130起，毒品交易类案件27起。

## 文化
2019年，勒多拉境内有1家电影院。勒多拉市政府提供多媒体中心，向公众全年开放。

### 建筑
勒多拉境内有多处法国国家文物保护单位，其中勒多拉圣伯多禄大教堂是当地的代表性建筑物。

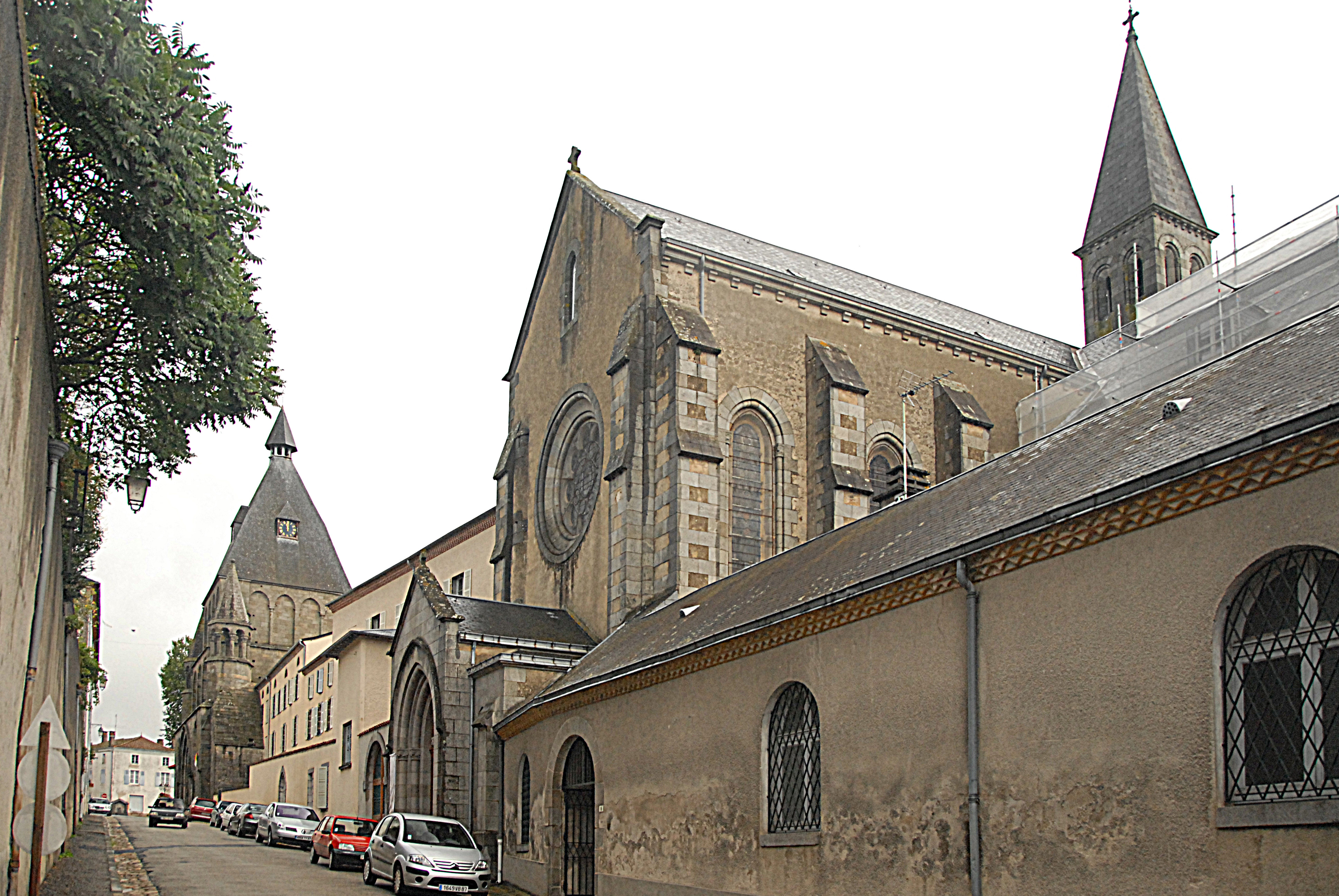
圣伯多禄大教堂（法语：Collégiale Saint-Pierre du Dorat）
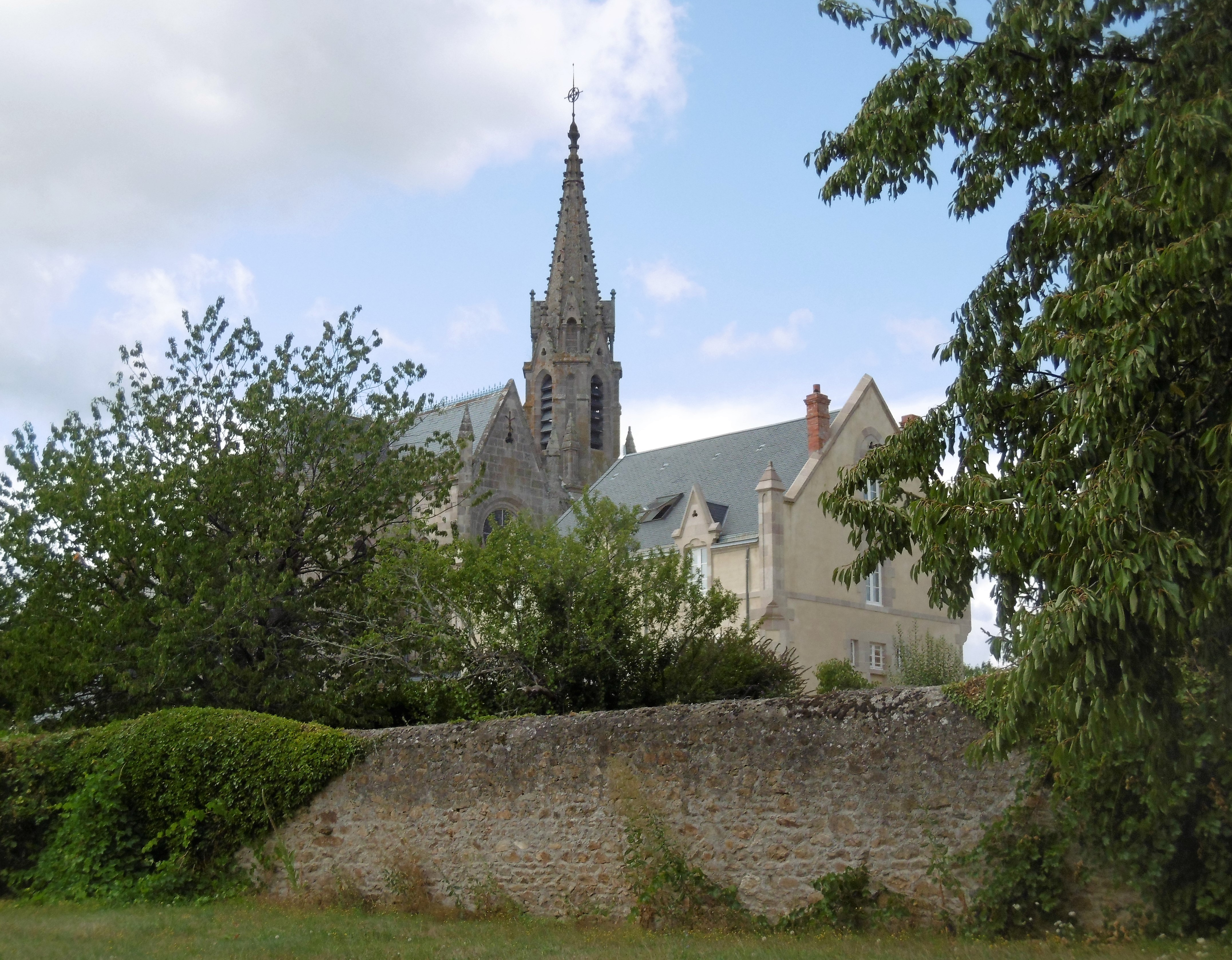
格朗尚小教堂塔楼
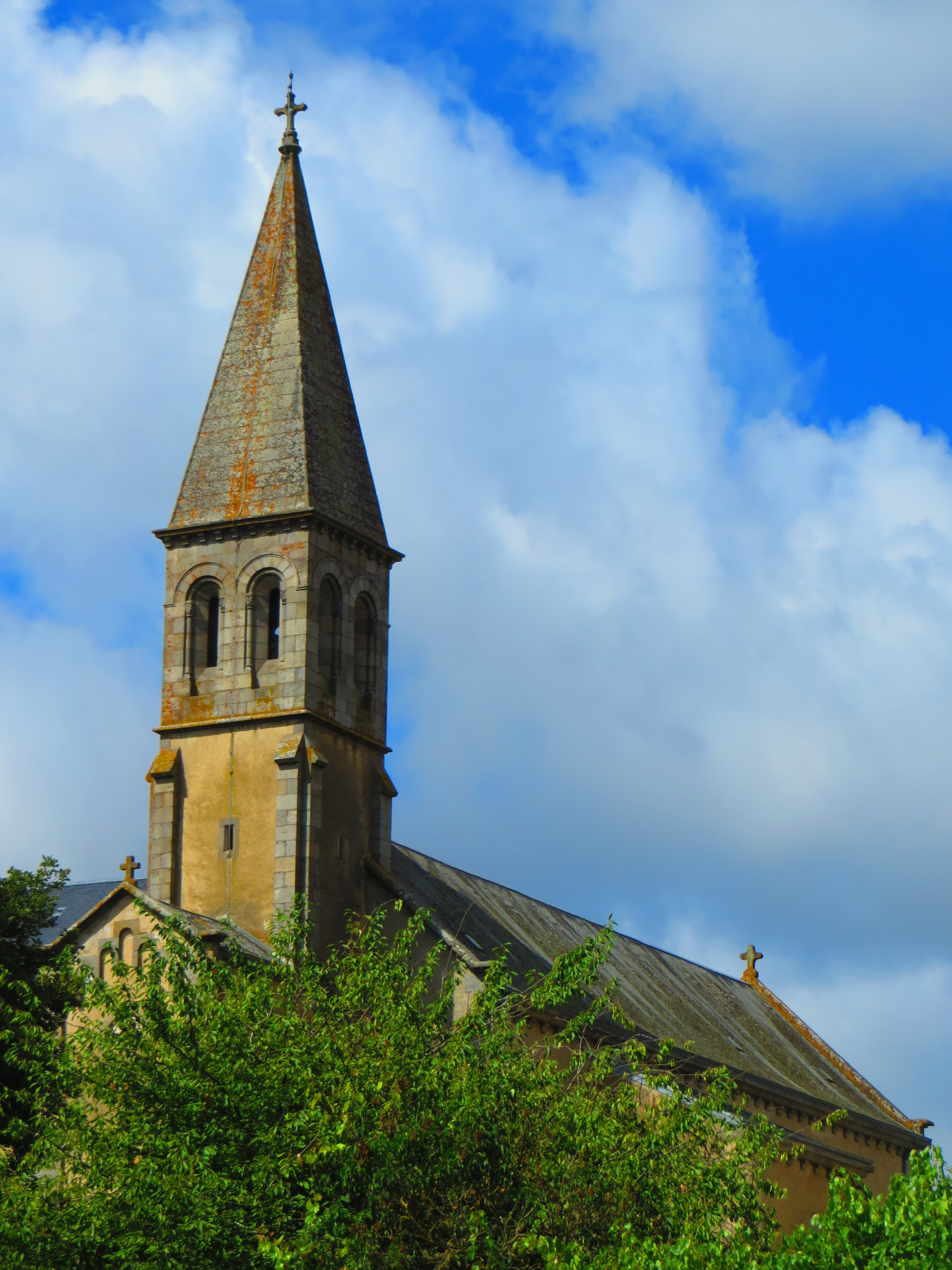
马里-约瑟夫姐妹小教堂
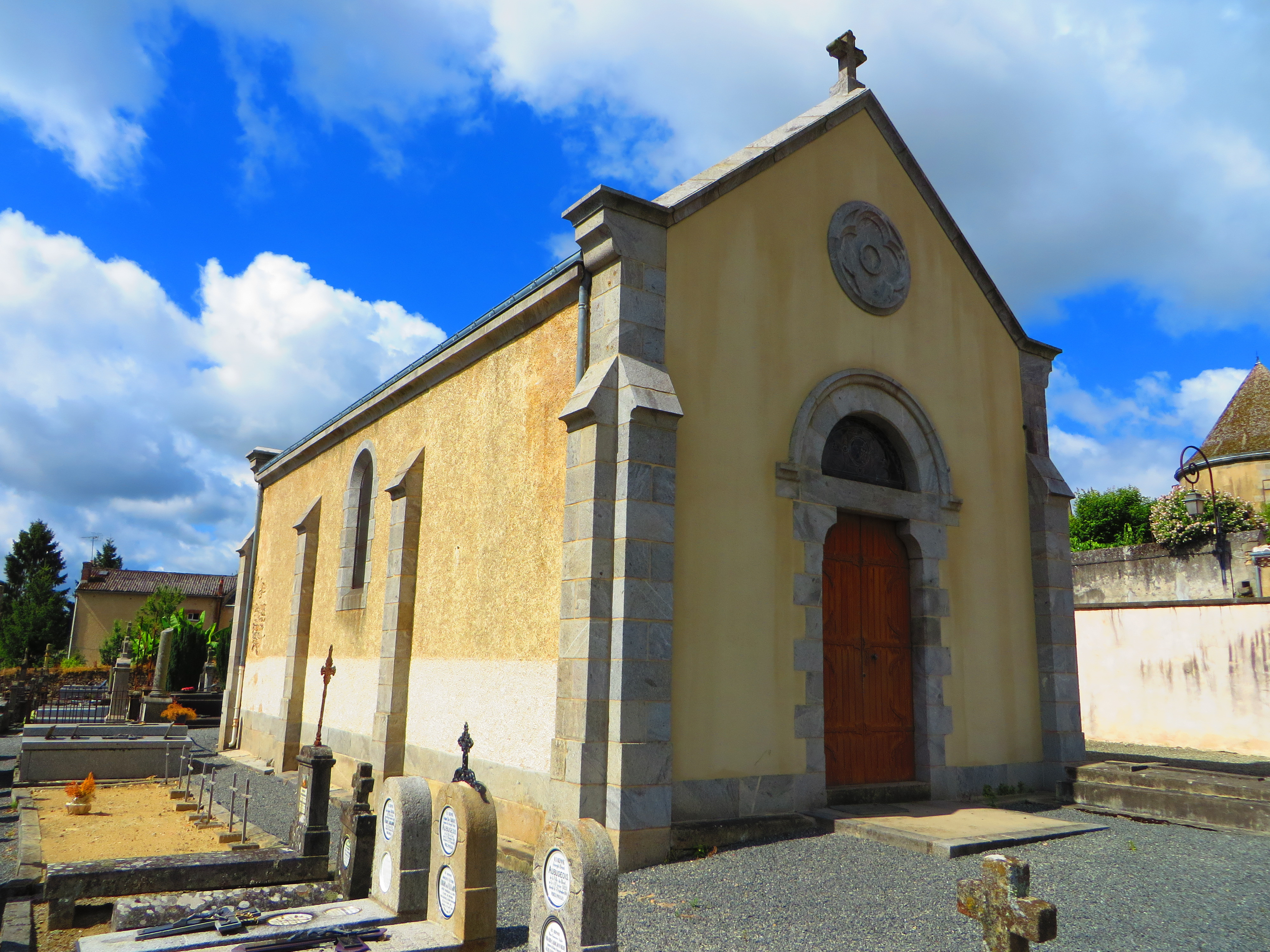
陵园祷告室
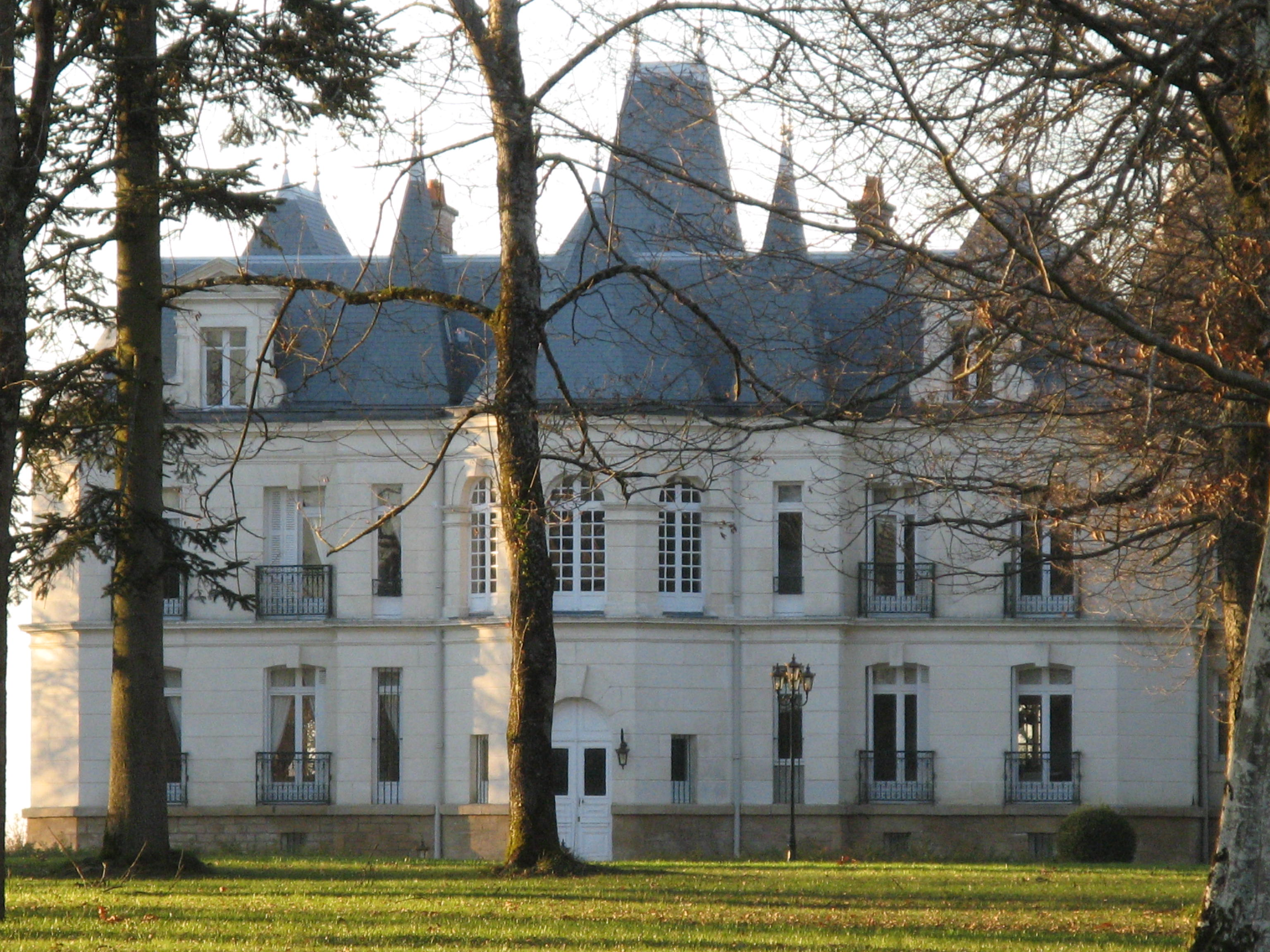
埃屈拉庄园
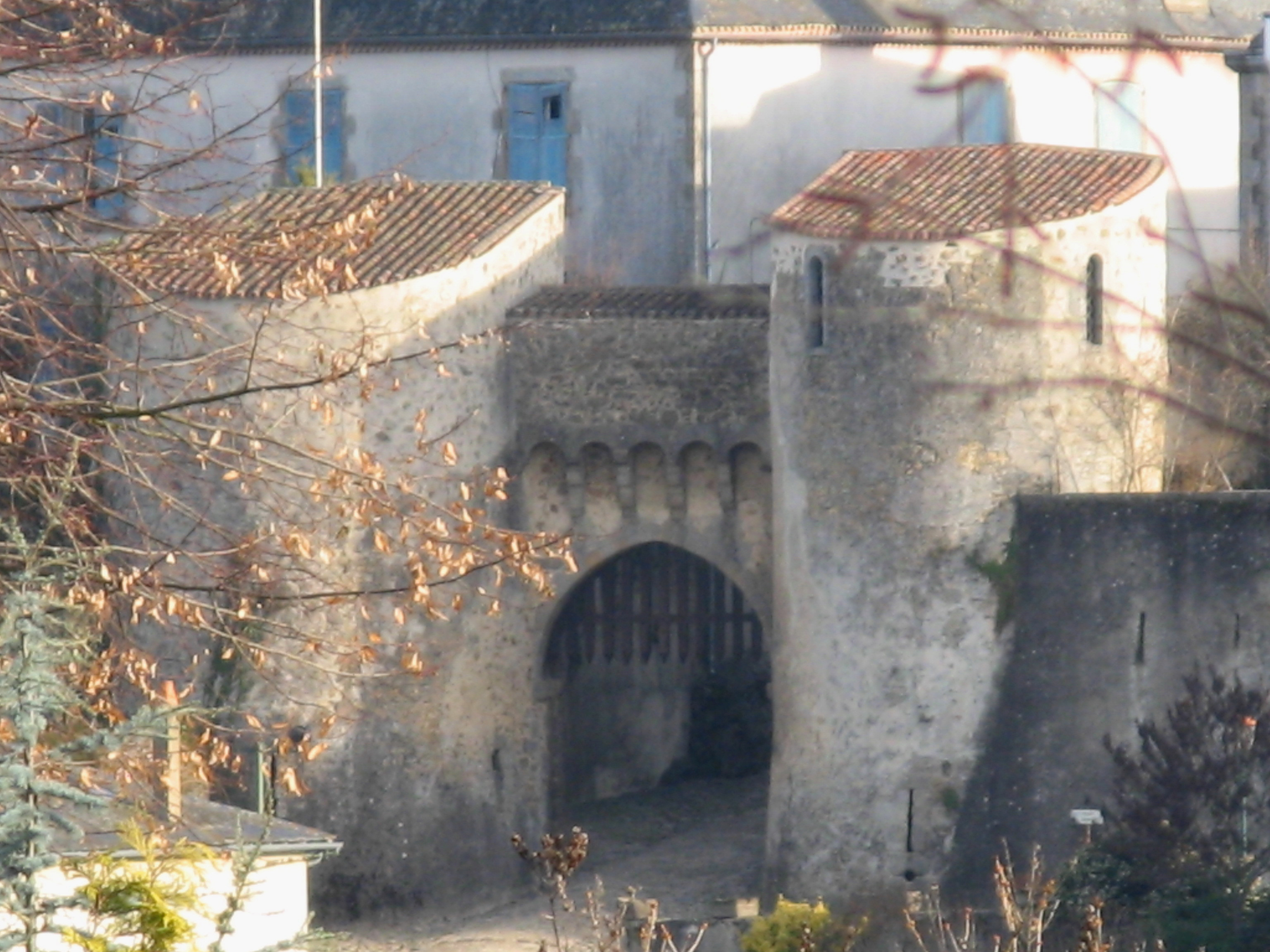
布勒热尔城门
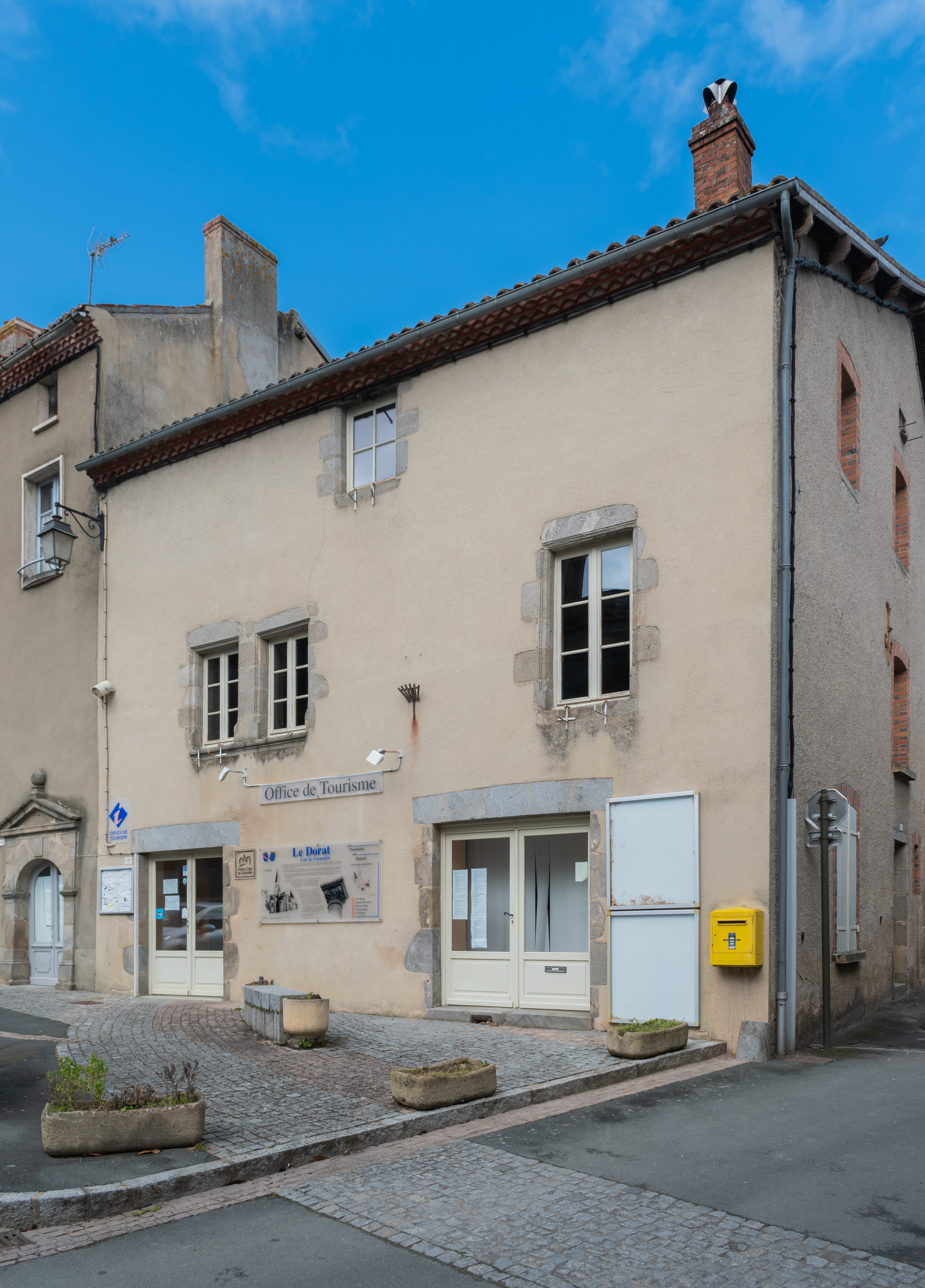
游客中心

### 旅游
勒多拉的旅游事务由其所属的公共社区负责。2020年，勒多拉境内共有1个露营地，可容纳共27辆露营车。

### 媒体
法国主要的媒体均可在勒多拉接收，法国电视三台下属的新阿基坦大区频道在部分时段播出勒多拉所属区域的地方新闻。

## 友好城市
截至2021年7月，勒多拉共与两座城市互为友好城市关系：
- 法國 维桑堡
- 西班牙 滨海桑蒂利亚纳